# Những đứa trẻ to xác
Những đứa trẻ to xác (tựa tiếng Anh: Grown Ups) là một bộ phim hài Mỹ năm 2010 do Dennis Dugan đạo diễn và có sự tham gia của Adam Sandler, Kevin James, Chris Rock, David Spade và Rob Schneider. Phim miêu tả về năm người bạn thân lâu năm từ đội bóng rổ trung học và gia đình họ đoàn tụ nhân ngày nghỉ lễ Quốc khánh sau khi biết rằng thầy của họ đột ngột qua đời.

## Nội dung
Năm 1978, năm người bạn thân Lenny Feder, Eric Lamonsoff, Kurt McKenzie, Marcus Higgins và Rob Hilliard chiến thắng trong trận đấu bóng rổ tại trường trung học. Sau đó họ ăn mừng trong một căn nhà thuê bên bờ hồ. Thầy giáo Robert "Buzzer" Ferdinando động viên nhóm bạn hãy sống mạnh mẽ giống như cách họ chơi bóng rổ.
Ba mươi năm sau, mỗi người trong nhóm bạn đã có gia đình riêng. Khi biết tin Buzzer qua đời, họ dẫn gia đình quay về quê nhà để dự đám tang, lần đầu nhóm bạn gặp lại nhau trong suốt ba thập kỷ. Lenny thuê căn nhà bên bờ hồ để vui chơi với bạn bè nhân ngày Quốc khánh 4 tháng 7. Tuy nhiên Roxanne lên kế hoạch đi Milano tham dự buổi biểu diễn thời trang, bắt buộc anh rời đi sớm. Trong lúc đi ăn nhà hàng, Lenny gặp lại Dickie Bailey - người đối thủ trong trận bóng rổ năm xưa, vẫn còn giận dữ sau khi thua cuộc và thách thức nhóm của Lenny tái đấu. Ngày hôm sau, tro cốt của Buzzer được rải trong rừng. Những người đàn ông chơi trò bắn cung lên trời rồi bỏ chạy khỏi mũi tên đang rơi xuống, Rob không may bị mũi tên đâm trúng chân. Hai đứa con gái nóng bỏng của Rob - Jasmine và Amber - bất ngờ xuất hiện làm những người đàn ông mê mệt. Lenny cảm thấy trò điện thoại cốc thú vị nên nhờ bọn trẻ làm một mạng lưới điện thoại cốc khắp nhà.
Roxanne suy nghĩ lại và quyết định ở lại căn nhà bờ hồ thay vì đi Milano. Mọi người liền đi chơi ở công viên nước, nơi Eric bắt con trai cai sữa mẹ bằng cách cho uống sữa hộp và Marcus mua hai bộ bikini cho Jasmine và Amber. Mọi người tạo ra nhiều tình huống vui nhộn khắp công viên nước. Rob xô người nhân viên xuống cầu tuột vì dám chê đứa con gái út của anh xấu, Eric tiểu bậy xuống hồ bơi và nước tiểu biến thành màu xanh, những người vợ gặp một anh chàng người Canada có thân hình lực lưỡng nhưng có giọng nói ngộ nghĩnh. Trong lúc chơi trò đu dây, Lenny gặp lại nhóm đối thủ năm xưa, trong đó có Wiley, người sau đó bị thương nặng vì đu dây bay thẳng vào kho chứa hàng.
Đêm đó không khí lãng mạn, những người đàn ông khiêu vũ với vợ của họ. Sáng hôm sau, Rob sắp có cuộc ẩu đả với Marcus vì nghĩ rằng Marcus quan hệ tình dục với Jasmine, nhưng đó chỉ là sự hiểu lầm. Roxanne nghe điện thoại của Lenny và trách anh về việc tự ý hủy chuyến bay đi Milano trước khi cô đồng ý ở lại đây. Mọi người bắt đầu tâm sự về những điều họ cảm thấy chưa hài lòng trong cuộc sống. Vào ngày cuối cùng ở lại căn nhà bờ hồ, nhóm của Lenny chấp nhận tái đấu với nhóm của Dickie. Sau một lúc thi đấu gây cấn, nhóm của Dickie đã chiến thắng. Marcus chơi trò bắn cung lên trời, nhưng lần này rất đông người có mặt ở đó, khiến họ bỏ chạy tán loạn. Cuối cùng mũi tên rơi xuống đâm trúng chân Wiley.

## Diễn viên

### Nhân vật chính
- Adam Sandler vai Leonard "Lenny" Feder
  - Michael Cavaleri vai Lenny lúc nhỏ
- Kevin James vai Eric Lamonsoff
  - Andrew Bayard vai Eric lúc nhỏ
- Chris Rock vai Kurt McKenzie
  - Jameel McGill vai Kurt lúc nhỏ
- David Spade vai Marcus "Higgy" Higgins
  - Kyle Brooks vai Marcus lúc nhỏ
- Rob Schneider vai Rob "Carrot" Hilliard
  - Joshua Matz vai Rob lúc nhỏ

### Gia đình Feder
- Salma Hayek vai Roxanne Feder
- Jake Goldberg vai Greg Feder
- Cameron Boyce vai Keith Feder
- Alexys Nycole Sanchez vai Becky Feder

### Gia đình Lamonsoff
- Maria Bello vai Sally Lamonsoff
- Ada-Nicole Sanger vai Donna Lamonsoff
- Frank and Morgan Gingerich vai Bean Lamonsoff

### Gia đình McKenzie
- Maya Rudolph vai Deanne McKenzie
- Nadji Jeter vai Andre McKenzie
- China Anne McClain vai Charlotte McKenzie

### Gia đình Hilliard
- Joyce Van Patten vai Gloria Noonan-Hilliard
- Madison Riley vai Jasmine Hilliard
- Jamie Chung vai Amber Hilliard
- Ashley Loren vai Bridget Hilliard

### Nhân vật khác
- Blake Clark vai Robert "Buzzer" Ferdinando
- Victoria Cyr vai Cháu gái của Buzzer[3]
- Di Quon vai Rita
- Steve Buscemi vai Wiley
- Colin Quinn vai Dickie Bailey
  - Hunter Silva vai Dickie lúc nhỏ
- Lisa M. (Seitz) Francis vai Vợ của Bailey
- Tim Meadows vai Malcolm Fluzoo
- Ebony Jo-Ann vai Mama Ronzoni
- Dan Patrick vai Norby
- Tim Herlihy vai Pastor
- Norm Macdonald vai Geezer
- Jonathan Loughran vai Robideaux
  - Connor Panzner vai Robideaux lúc nhỏ
- Dennis Dugan vai Trọng tài trận bóng rổ